# Deutsches Theater in St. Petersburg
Deutsches Theater gab es in St. Petersburg seit dem frühen 18. Jahrhundert.

## Geschichte
Seit der Gründung der Stadt im Jahre 1702 gab es deutsche Theatergruppen in St. Petersburg. 1722 gründete sich dort eine Deutsche Theatergesellschaft. Einen großen Eindruck machten Auftritte von deutschen Schauspielern wie Caroline Neuber und Leonard Lindenstein auch bei russischen Zuschauern. Seit den 1790er Jahren etablierte sich ein deutsches Theater, das 1806 in die Strukturen der Kaiserlichen Hoftheater eingegliedert wurde.
1890 wurde dieses geschlossen. Danach gab es weitere kleinere Ensembles sowie Gastspiele deutschsprachiger Theater.
Nach 1917 gab es keine deutschen Theater in St. Petersburg mehr. Seit den 1950er Jahren gab es einzelne Gastspiele von deutschsprachigen Theatern. 
Gegenwärtig gibt es das deutschsprachige Kindertheater Wolke in St. Petersburg.

## Persönlichkeiten
In St. Petersburg spielten zahlreiche deutschsprachige Schauspieler, meist als Festangestellte in einem Theater.
Intendanten des Deutschen Hoftheaters
- Joseph Miré, um 1795, Leiter des eigenständigen Theaters
- August von Kotzebue, 1800–1801
- Friedrich Wilhelm Barlow, um 1825/30–1836, Schauspieler seit 1825
- Carl Mohr, 1836–vor 1848, Schauspieler seit 1822
- Franz Wallner, 1848–1850

Weitere Schauspieler
- Caroline Neuber, 1740–1741
- Leonhard Lindenstein, um 1800
- Gustav Friedrich Wohlbrück, 1829–1838
- Caroline Bauer, 1831–1834